# Lmhosts
LMHOSTS é um arquivo de computador usado para resolver os nomes de NetBIOS de computadores remotos para um endereço IP. No Windows 2000 Professional, é um item de configuração de rede, que se ativado, será aplicado a todas as conexões para as quais o TCP/IP for ativado.